# 上書き
| ウィキペディアには「上書き」という見出しの百科事典記事はありません（タイトルに「上書き」を含むページの一覧/「上書き」で始まるページの一覧）。 代わりにウィクショナリーのページ「上書き」が役に立つかもしれません。 |